# Simandou
Le Simandou est une chaîne de collines mesurant 110 km de long et culminant à 1 658 m dans les régions de Nzérékoré et de Kankan dans le Sud-Est de la Guinée, dans la région montagneuse et boisée de la Guinée forestière. À l'extrémité sud de la chaîne se trouve un des plus importants gisements de minerai de fer mondial non exploité, faisant l'objet de plusieurs projets d'exploitation.

## Géographie

### Situation, topographie
La chaîne de Simandou s'étend sur 110 km de long du nord au sud. La largeur du relief représente quelques kilomètres (4 à 7 km) avec un sommet formé par une arête rocheuse de quelques centaines de mètres parfois.
Il se situe au sud de la région de Kankan et au nord de la région de Nzérékoré, à l'est des villes de Banankoro et de Kérouané. Le point culminant est le pic de Fon (1 658 m), dans la partie méridionale de la chaîne.  Les autres sommets incluent le pic de Tibé (1 504 m) au centre et le pic de Going (1 431 m) dans la partie septentrionale,.

### Géologie

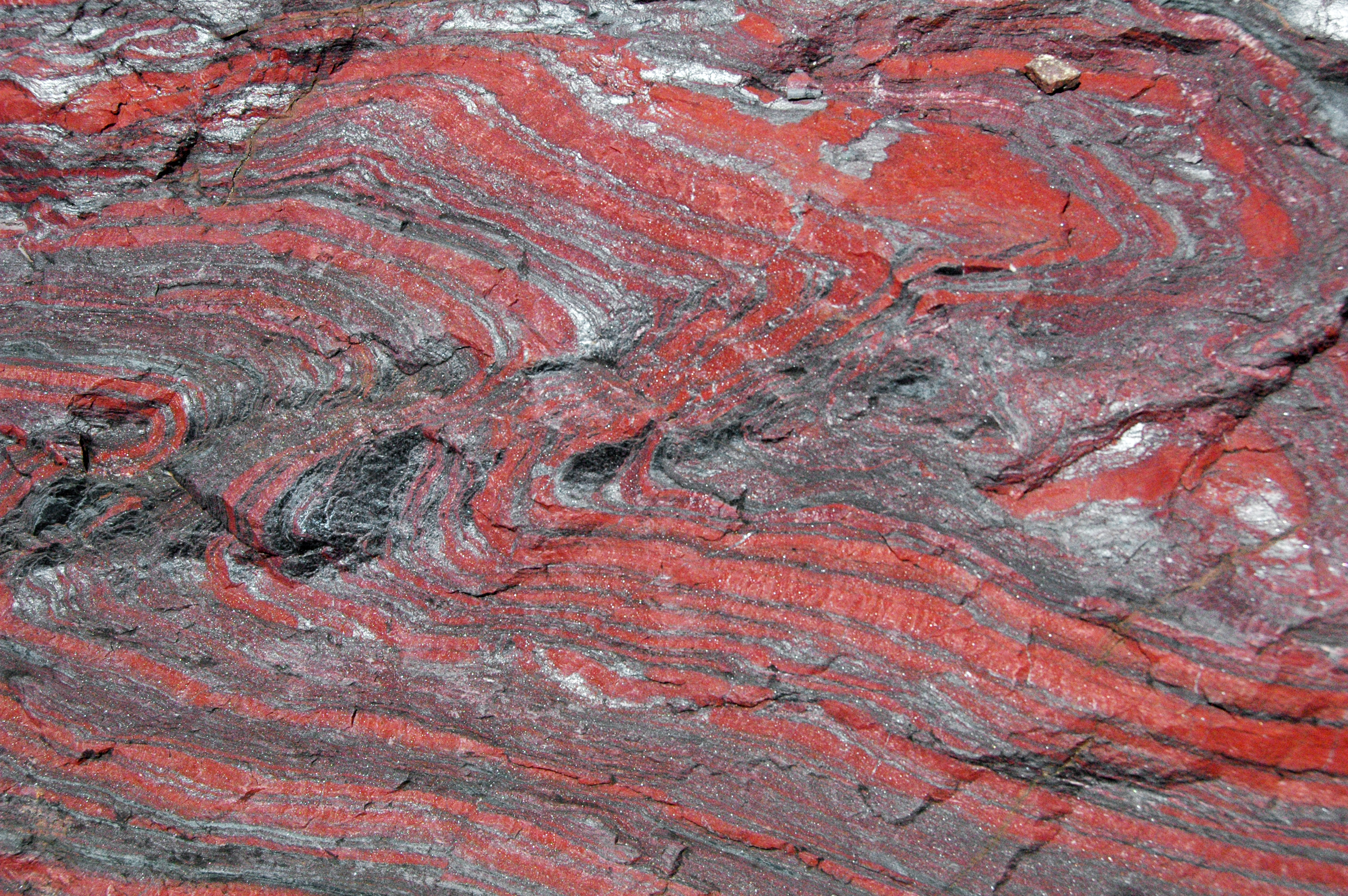
Exemple de formation ferrifère rubanée (ici la formation de Negaunee datant du Paléoprotérozoïque à Jasper Knob, Michigan).

La chaîne de Simandou consiste en une séquence d'itabirites déformées, de phyllites et de quartzites du craton protérozoïque. Cette formation située en altitude a été lessivée d'une partie de sa silice ce qui a conduit à augmenter la teneur en fer des itabirites. Compte tenu des réserves importantes, la chaîne du Simandou constitue un des plus importants gisements de fer mondial non exploité. Ce gisement a fait l'objet de plusieurs projets d'exploitation.

### Écosystèmes

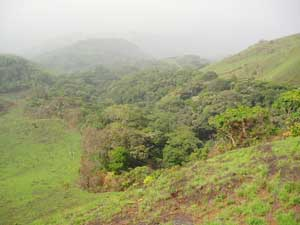
Forêt galerie dans la chaîne du Simandou.

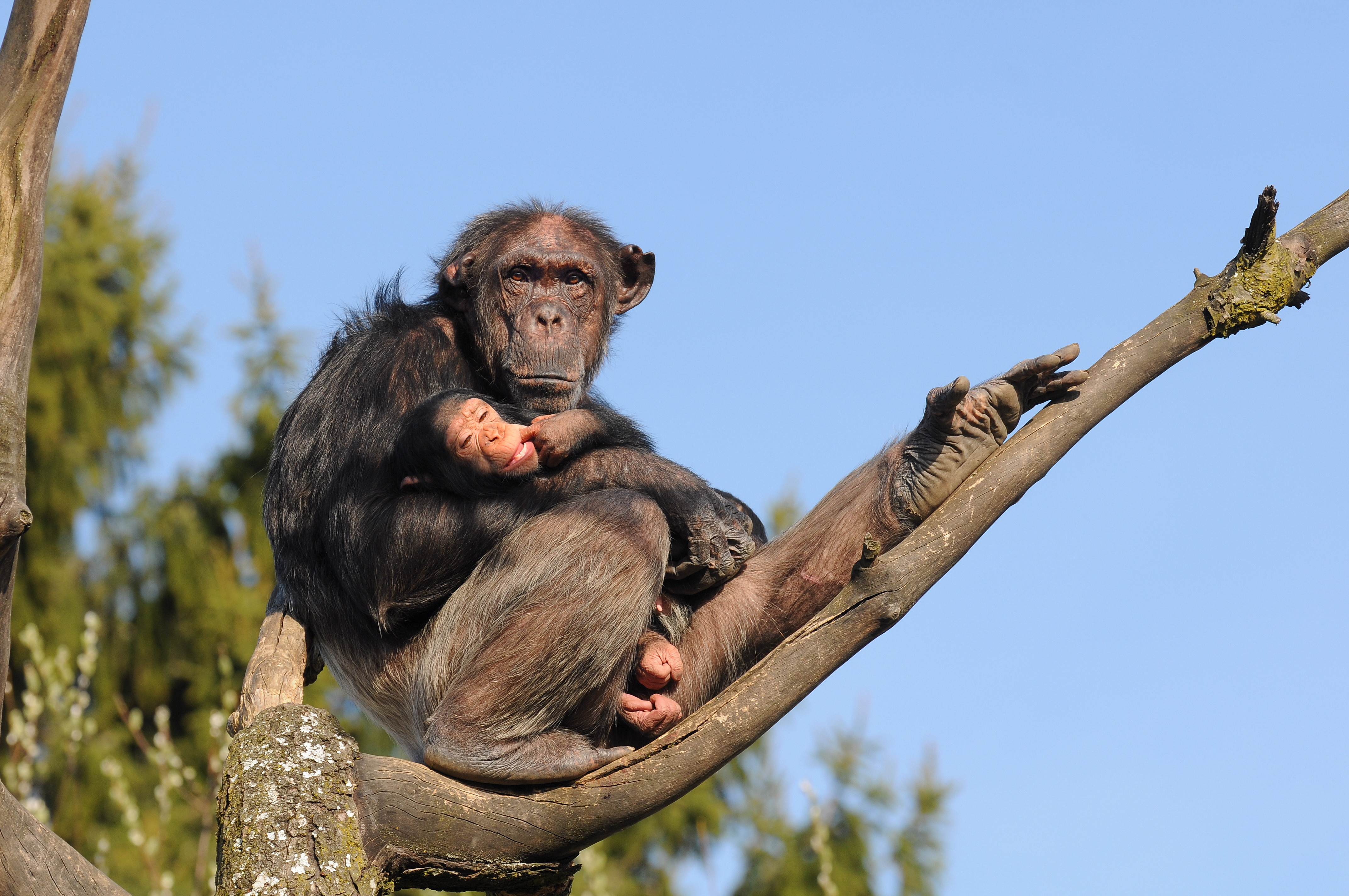
Le chimpanzé (Pan troglodytes).

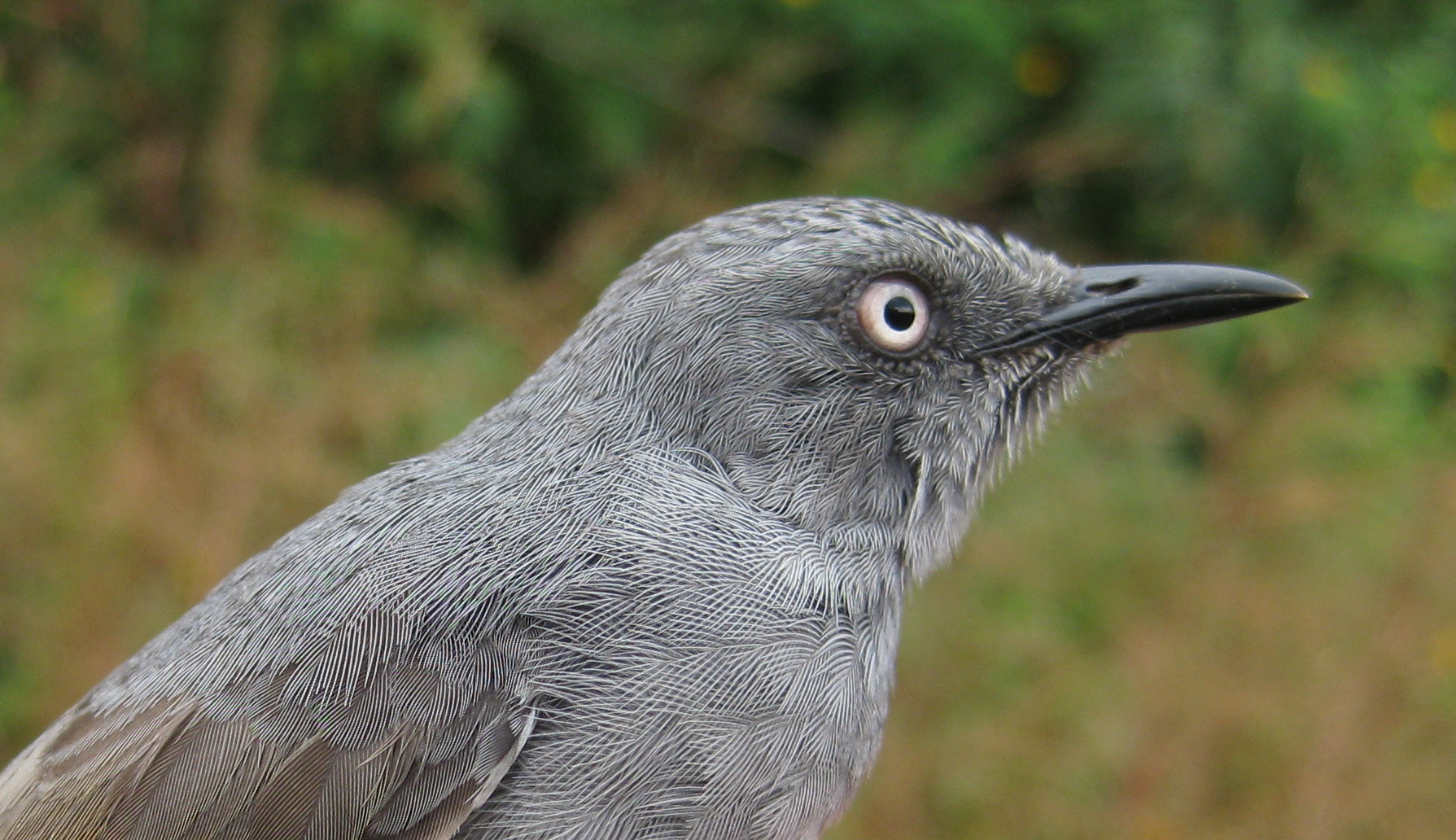
Le Schistolais leontica, ici près du mont Nimba.

La chaîne de Simandou est une zone de conservation importante pour l'écosystème forestier guinéen d'Afrique de l'Ouest fortement menacée. L'écosystème des forêts de la Haute-Guinée, dont fait partie la chaîne de Simandou, s'étend dans le Sud de la Guinée, la Sierra Leone, le Liberia, le Sud de la Côte d'Ivoire, le Ghana et l'Ouest du Togo. On pense qu'il a déjà couvert jusqu'à 420 000 km2, mais au cours de siècles d'activité humaine, près de 70 % du couvert forestier d'origine a disparu, laissant des parcelles isolées de différents types de forêts qui abritent des communautés écologiques d'une diversité exceptionnelle et de nombreuses espèces endémiques.
La variété des habitats de la chaîne de Simandou comprend la savane humide guinéenne, la forêt de plaine de l'Ouest de la Guinée, les forêts montagnardes et forêts galeries et l'habitat rare et menacé des prairies montagnardes ouest-africaines. La forêt du pic de Fon à l'extrémité sud de l'aire de répartition est une zone relativement intacte d'environ 25 600 ha qui contient de nombreuses espèces végétales et végétales typiques de l'écosystème des forêts de montagne guinéennes, y compris des espèces menacées telles que la Micropotamogale de Lamotte (Micropotamogale lamottei), le Chimpanzé d'Afrique de l'Ouest (Pan troglodytes verus), le Cercopithèque diane (Cercopithecus diana diana), Schistolais leontica, un oiseau des hauts plateaux ouest-africains connu dans seulement trois autres sites dans le monde ou la grenouille Amnirana fonensis endémique de ces montagnes.
La région a jusqu'à présent été protégée par un isolement relatif, mais sa biodiversité est désormais menacée par l'empiétement de l'agriculture, le braconnage non réglementé pour la viande de brousse, l'exploitation forestière, les incendies de brousse incontrôlés traditionnellement pratiqués pour les cultures et les pâtures, le développement de routes, des opérations minières potentiellement destructrices et la croissance de la population humaine. L'incapacité des agences gouvernementales à appliquer la législation environnementale augmente la menace. Les conflits fonciers et les pratiques agricoles de subsistance destructrices sur le plan écologique (agriculture sur brûlis), exacerbés par la pauvreté, sont un enjeu pour l'environnement.
La chaîne compte deux forêts classées :
- le pic de Fon (classée en 1953), avec une superficie de 256 km2 ;
- et pic de Tibé (classée en 1945), avec une superficie de 60,75 km2.